# Tecnocumbia
La tecnocumbia, ou technocumbia, est un sous-genre musical populaire de la cumbia issu de la fusion entre cette dernière, traditionnelle d'origine colombienne, et les instruments modernes de musique électronique qui comprennent principalement des synthétiseurs et des batteries électroniques.

## Histoire
La tecnocumbia émane des classes populaires et regorge de paroles qui évoquent les thèmes de l'infidélité et de la migration. Il dérive de groupes de cumbia mexicaine du centre et du sud-est du Mexique, et dans une large mesure de groupes du nord des villes de l'État de Nuevo León et des importations sonores de la cumbia créée dans le sud des États-Unis par des musiciens d'origine mexicaine. La dénomination de « technocumbia » est par ailleurs popularisée au début des années 1990 par le titre homonyme d'une chanson de la chanteuse américaine d'origine mexicaine Selena. Simultanément, en Amérique latine, le son électronique fusionne, et des groupes comme Los Bukis, Bobby Pulido, Bronco mi Banda, Los Acosta et Los Temerarios, pour n'en nommer que quelques-uns, deviennent des pionniers de la tecnocumbia.
La tecnocumbia connait un succès singulier au Pérou à la fin des années 1990 grâce au talent de Rossy War, qui se faisait surnommer « La reine de la technocumbia del Perú » à partir de 1995, créant sa propre variante dérivée de la cumbia mexicaine fusionnée avec la cumbia péruvienne. Le boom de la technocumbia à la fin des années 1990 revitalise la scène de la musique équatorienne et apporte une modernisation intense de la musique équatorienne dans un contexte de mondialisation sociale et culturelle. Le style a reçu l'influence des chanteurs et musiciens péruviens et impliquait une relative continuité avec les chanteurs, les musiciens et le public de la musique rocolera.